# Parafia Narodzenia Najświętszej Maryi Panny w Krzęcinie
Parafia Narodzenia Najświętszej Maryi Panny w Krzęcinie – parafia rzymskokatolicka należąca do dekanatu Skawina archidiecezji krakowskiej.
Miejscowość znana jest w dokumentach od 1254 roku. Parafia została wzmiankowana po raz pierwszy w spisie parafii płacących dziesięcinę sześcioletnią dekanatu Zator diecezji krakowskiej z 1326 pod nazwą Crenczin, kiedy jej plebanem był niejaki Nicolaus (Mikołaj). Następnie wymieniona w spisie świętopietrza z 1335 jako Crossin.
Od 1589 kościołem parafialnym jest dziś zabytkowy drewniany kościół Narodzenia Najświętszej Maryi Panny w Krzęcinie.